# Alexandre Douala Manga Bell
Alexander Duala Manga Bell (Douala, 1897 – 1966) è stato un politico camerunese, è membro della dinastia Bell e un leader dei Duala.
Alexander Douala Manga Bell è un sovrano e uomo politico camerunese, chef superiore del clan Bell dei Douala, che è stato membro della prima e della seconda Assemblea nazionale costituente (Camerun) e deputato del Camerun dal 1946 al 1958.

## Biografia
Alexander Douala Manga Bell nasce il 3 dicembre 1897 a Douala (Kamerun, sotto l'amministrazione tedesca). È il figlio maggiore ed erede di Rudolf Duala Manga Bell (1973-1914). All'epoca della sua nascita il Camerun è colonia tedesca. Con lo scopo di avvicinare i territori d'oltremare alla Germania, Guglielmo II di Germania fa portare il principe Alexander di 4 anni alla corte imperiale tedesca, per ricevere un'istruzione superiore e per conoscere la cultura della Germania. Il principe impara rapidamente il tedesco, poi francese, inglese, spagnolo oltre a russo, latino, greco antico ed ebraico.

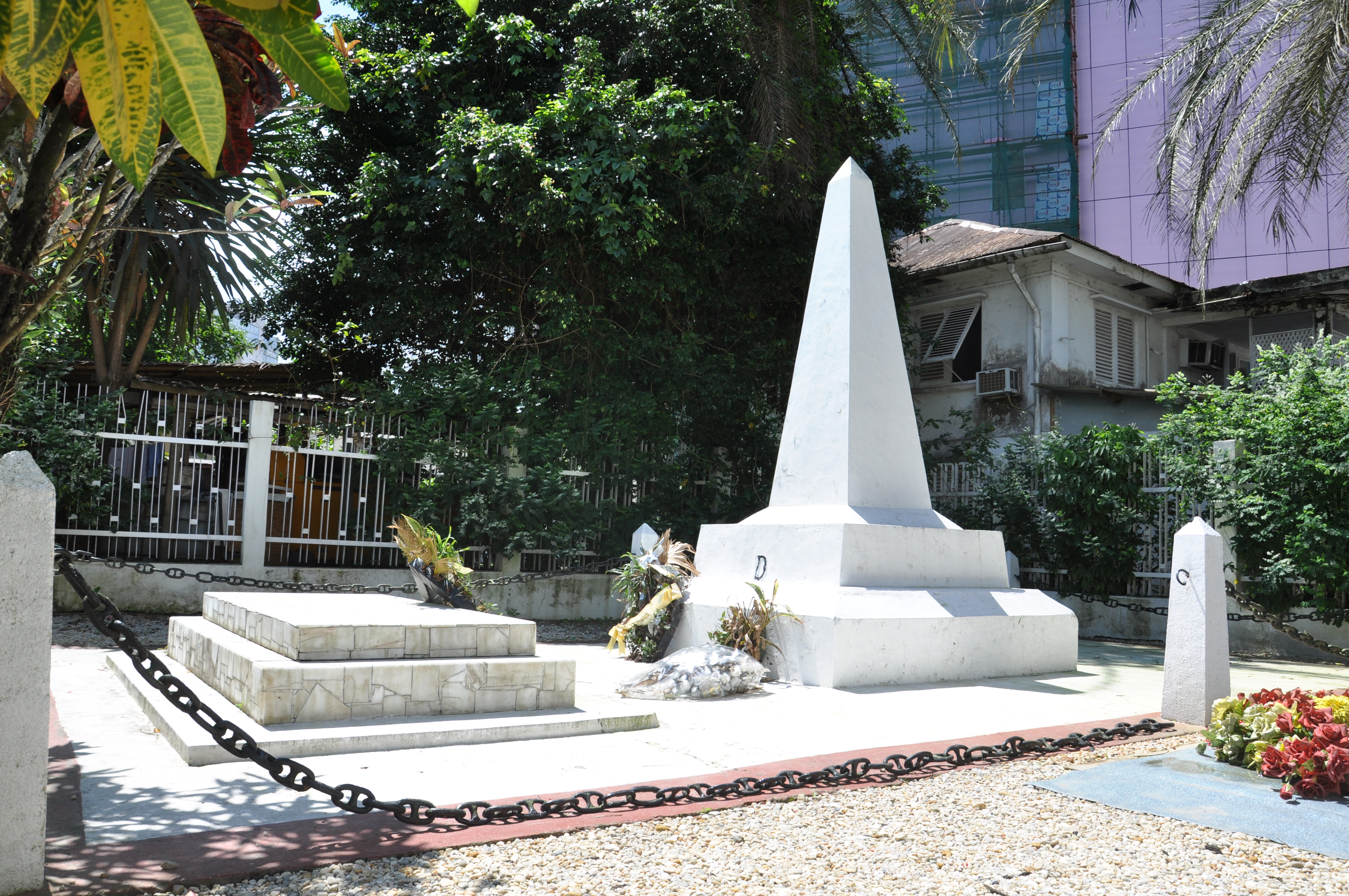
Monumento funerario ai re Bell a Douala

È un cristiano credente e legge ogni giorno un capitolo del Nuovo Testamento nella versione in greco. Riceve anche un'educazione militare completa, unendosi all'ufficiale del reggimento Ulmer Ulanen. Durante la prima guerra mondiale combatte come ufficiale tedesco nella Turchia alleata e aiuta nel 1915 a respingere l'attacco anglo-francese contro i Dardanelli insieme ai turchi. Nel 1914 tuo padre Rudolf Duala Manga Bell viene giustiziato in Camerun dai tedeschi per alto tradimento, perché si oppone all'infrangersi degli accordi di protettorato tedesco sul Camerun. Dopo il Trattato di Versailles del 1919 il Camerun diventa colonia francese.
Alexander Douala Manga Bell rientra in Camerun senza la moglie Andreá Berroa, figlia di un pianista cubano e di una donna tedesca che resta in Europa. I francesi reclutano intere tribù per costringerle ai lavori forzati nella costruzione della linea ferroviaria Douala-Yaoundé; Alexander Douala Manga Bell interviene tanto da far abolire il lavoro forzato in Camerun.
È costretto ad un processo legale durato 18 anni per riavere i beni di famiglia. Durante la seconda guerra mondiale combatte dalla parte della Francia.
Visita il figlio Emmanuel a Dakar. Di ritorno in Camerun, durante una visita vi è una disputa e il padre spara uccidendo suo figlio Emmanuel. Per la morte del figlio Alexander Douala Manga Bell va in prigione. Rilasciato dalla prigione è nominato deputato per il Camerun a Parigi dal 1946 al 1958, nominato quasi a punteggio di due terzi nelle elezioni.
Zio di René Douala Manga Bell (1927-2012), Alexander Douala Manga Bell muore il 19 settembre 1966 a Douala. Secondo le informazioni ufficiali hanno partecipato al suo funerale 150'000 camerunesi. In Camerun veniva chiamato "padre della patria", mentre la sua morte sulla stampa tedesca passò quasi inosservata. È sepolto nel monumento funerario dei re Bell, costruito nel 1936 a Douala su sua iniziativa.